# Genre dans le Proche-Orient ancien
 (août 2023).

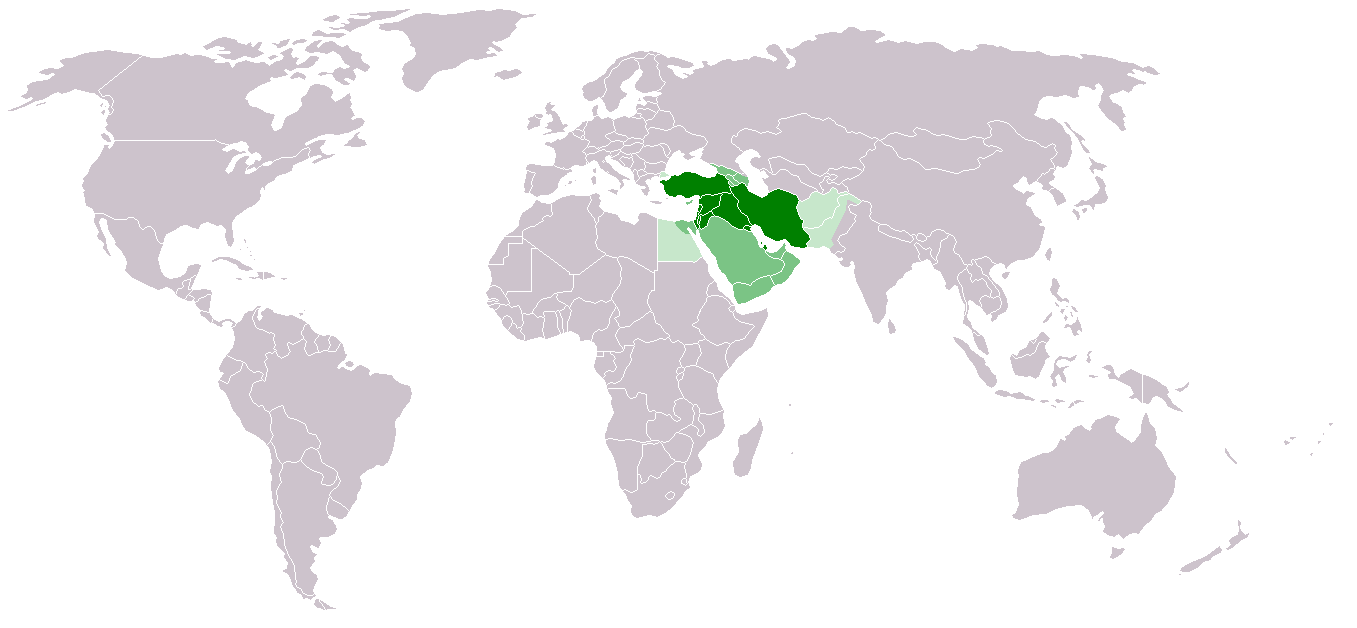
Le Proche-Orient ancien
Vert foncé : au sens strict
Vert moyen : élargissement au Moyen-Orient
Vert clair : intégration de l'Egypte et de l'Afghanistan

Les études sur le genre  se sont intéressées aux études assyriologiques plus tardivement que d'autres, et y ont encore une place assez réduite, même si elles prennent de plus en plus d’importance, avant tout en Amérique du Nord. La position respective des deux sexes dans les sociétés du Proche-Orient ancien, et avant tout de la Mésopotamie, fait pourtant l'objet d'études depuis longtemps, avant tout à partir de recueils de lois dont le plus célèbre est le Code de Hammurabi, et d’autres textes de nature juridique. Puis par la suite on s’est orienté vers des recherches plus sociologiques et culturelles.
La place de la femme a toujours été aux périodes historiques celle d'une « éternelle mineure » : c'est l'homme qui dispose de l'autorité. Les sphères masculine et féminine sont bien définies, que ce soit au niveau des rapports sociaux, ou bien des activités économiques, et cela se retrouve dans les diverses institutions de ces sociétés. Sur un espace aussi vaste et sur une période aussi longue, on trouve cependant des variations.
Dans ce contexte, ce sont avant tout les hommes qui ont eu droit à la parole. Peu de femmes ont exercé des fonctions qui leur ont permis de transmettre un message à la postérité (scribes, personnages de rang politique ou religieux important, entrepreneurs), et sont donc confinées à une place secondaire. L'éclosion récente des Gender Studies a néanmoins tenté de remédier à cela, même si la tâche se révèle parfois ardue en raison du nombre réduit de sources.

## Historiographie
L'histoire des femmes et du genre s'implante progressivement dans les études assyriologiques durant les dernières décennies du XXe siècle,. 
Trois vagues successives peuvent être distinguées :
- d'abord une prise en compte de la femme en tant qu'objet historique, en lien avec l'émergence des questions féministes, qui se voit par la tenue en 1986 d'une Rencontre Assyriologique Internationale intitulée « La femme dans le Proche-Orient antique » ;
- puis, dans le contexte de l'émergence des études sur le genre, une évolution vers les questions de construction de genre, et de la subordination des femmes aux hommes, qui se voit lors d'une autre Rencontre Assyriologique, en 2001, « Sex and Gender in the Ancient Near East », et la création d'un éphémère périodique intitulé NIN: Journal of Gender Studies in Antiquity, quatre volumes de 2000 à 2003) ;
- une troisième vague, en lien avec les approches postmodernes et postcoloniales, adopte une approche moins binaire, et reste peu développée dans le domaine de l'assyriologie, bien que parmi les approches récentes se trouvent des études sur le corps et le genre, les ambiguïtés de genre, la masculinité[4].

## Évolution chronologique

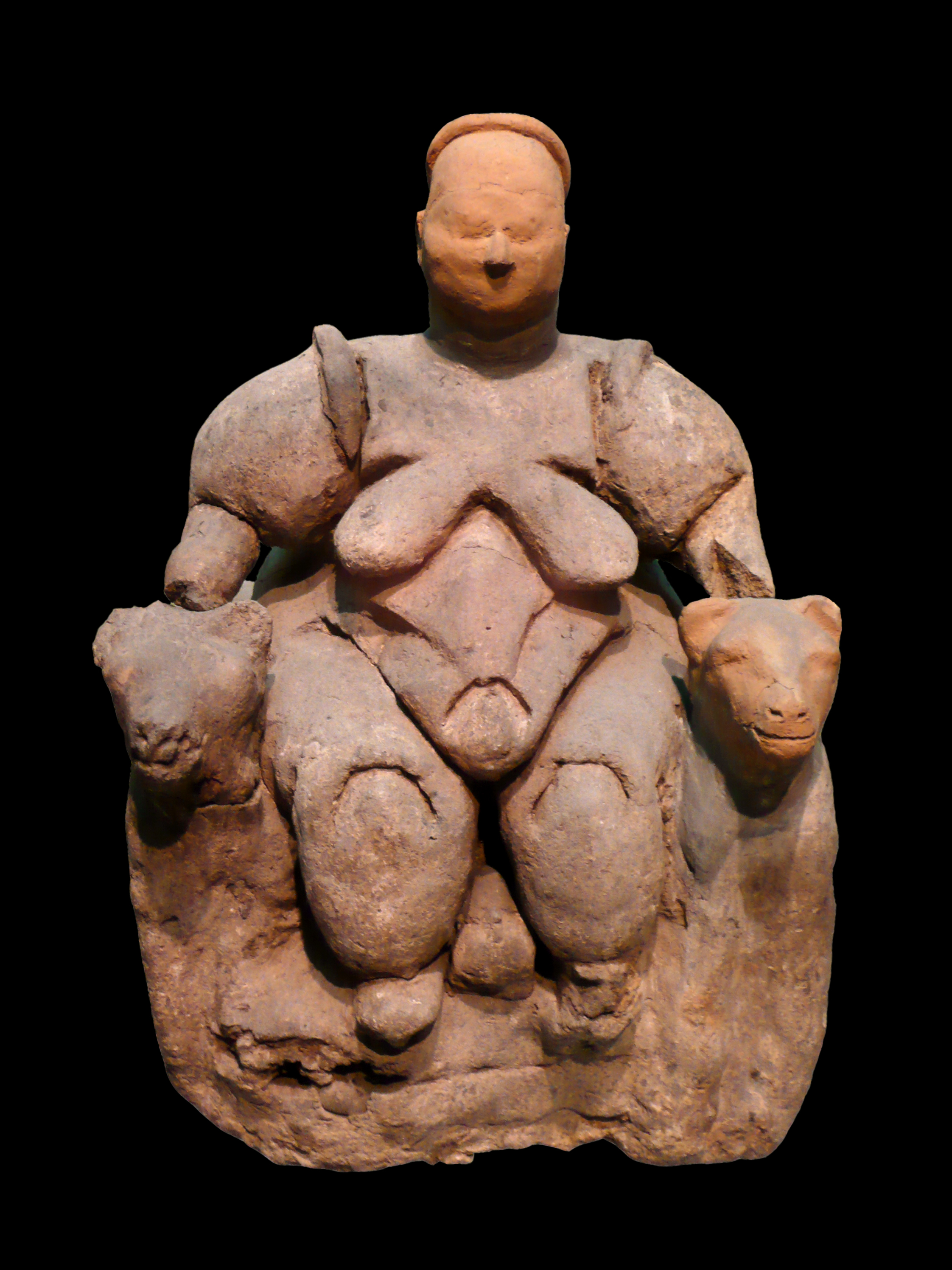
Statue de la « déesse mère », Çatal Höyük (Turquie), c. 6000-5500.

On a parfois voulu y voir une influence des peuples sémites, chez qui la place de la femme serait peu enviable. Il faut pourtant se méfier de ce type de raisonnement, influencé par la place de la femme dans les sociétés des peuples sémites du Proche-Orient actuel. On a aussi pu avancer l'existence d'un phénomène de militarisation de la société mésopotamienne à partir du début du IIe millénaire, qui aurait marginalisé les femmes. 

En poussant plus loin le fait que la place de la femme se réduit au profit de celle de l'homme au cours du temps, on a pu chercher à repérer jusque dans les sociétés néolithiques (avec notamment la figure de la déesse-mère attestée entre autres à Çatal Höyük) la trace d'un ancien matriarcat, qui aurait finalement disparu au profit du patriarcat de l'époque historique.

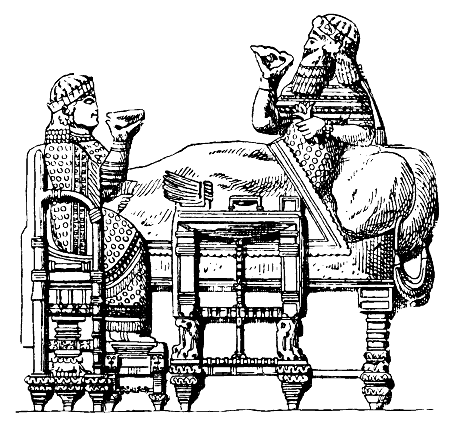
Le roi assyrien Assurbanipal en train de boire avec son épouse, d'après un bas-relief de son palais à Ninive, VIIe siècle.

La question de l’évolution de la différenciation sexuelle des activités est assez peu travaillée, et souvent difficile à étudier dans la mesure où la documentation archéologique disponible pour cela est rarement explicite. Il paraît évident que le processus de néolithisation a dû entraîner des évolutions dans la répartition des tâches en fonction des sexes, mais cela reste difficile à appréhender par l’archéologie. Même aux périodes précédant la pratique de l’agriculture, il n’est pas acquis que les hommes aient été les seuls à chasser et les femmes (et vieillards) les seules à pratiquer la cueillette comme on le pense souvent, par exemple. Quoi qu’il en soit, la résidence en tant qu’espace privé s’élabore progressivement au cours des millénaires, et aux périodes historiques elle est clairement l’espace de vie féminin par excellence. Il est impossible de voir qui travaillait sur les espaces de travail en plein air des premiers villages. Est-ce qu’il faut considérer que les espaces et activités étaient déjà répartis de façon très distincte entre hommes et femmes dès la fin du paléolithique, et que la néolithisation n’a fait qu’en changer les modalités, ou bien la néolithisation a-t-elle entraîné une différenciation croissante des tâches en fonction du sexe ? Cette dernière hypothèse a notamment été avancée dans une étude récente, portant sur les changements dans les activités depuis la période natoufienne (c. 12500-10000 av. J.-C.) jusqu’au VIe millénaire, en étudiant divers squelettes.

## Apparence physique
La différenciation sexuelle se retrouvait sur l’apparence physique. Le corps est en fait le point de référence pour définir un être, et c'est à partir de son analyse qu'on différenciait les genres.

## Autorité patriarcale
La base de la société mésopotamienne est la « maison » (sumérien É, akkadien bītu(m)), que l'on peut dans ce cas comprendre comme la « maisonnée ». À sa tête se trouve le père de famille. Il dirige tous ceux qui résident sous son toit. Ses fils occupent à ses côtés une position importante, puisqu'ils le secondent, notamment dans le travail. Les hommes de la famille sont donc considérés comme les détenteurs de l'autorité. On se succède de père en fils, que ce soit un système où l'aîné prime, ou bien où les frères sont sur un pied d'égalité. Les biens immobiliers se transmettent par héritage uniquement aux fils. Les filles n’ont que des biens mobiliers, par le biais de leur dot qui est leur part d’héritage.
Les positions autoritaires de la famille sont rarement dévolues aux femmes, mais il arrive que leur position se renforce, quand leur mari décède. Les veuves ont un statut que la loi garantit, elles peuvent subvenir à leurs besoins par un douaire (donation faite par leur mari), une part d’héritage, ou en étant entretenues par leurs enfants. Un cas particulier est attesté dans les tablettes d’Emar (XIIIe siècle), où des maris prévoient dans leur testament que leur épouse devienne « père et mère » de leurs enfants à leur mort, et revête donc l’autorité patriarcale. À Nuzi (XIVe siècle), il existe également la possibilité pour un père de « faire de ses filles des fils », et disposent alors des droits traditionnels des fils, et de la charge de s’occuper du culte domestique. Encore plus original, un texte de Suse à la période paléo-élamite (XVIIIe siècle) montre une femme adoptant sa tante paternelle comme « frère », pour lui transmettre le patrimoine familial. 

## Mariage et formation de la famille
On le voit bien par la législation qui l’entoure que le mariage est considéré comme devant avant tout servir à la reproduction : la femme doit être fertile, et tout est fait pour permettre au mari d’avoir des enfants. L’homme ne semble pas considéré comme responsable de l’infertilité du couple. Notons par ailleurs que la liste mésopotamienne de prévisions divinatoires physiognomoniques intitulée Alamdimmû montre que dans certains cas on pensait pouvoir prédire le sexe de l’enfant à naître si le sexe de l’homme avait une forme particulière (ce qui expliquerait difficilement comme un même couple peut donner naissance à des enfants de sexe différent).

## Sexualité

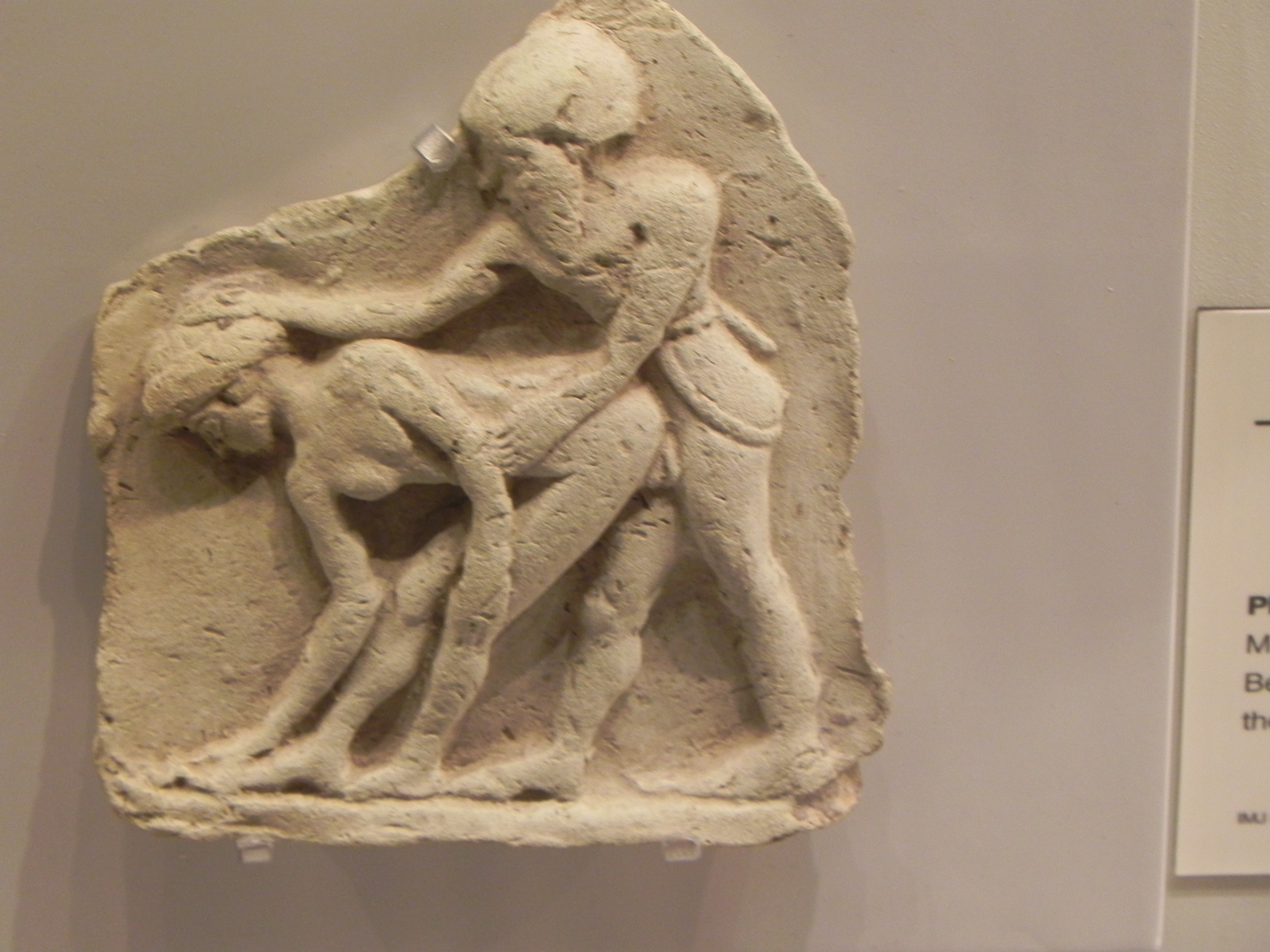
Plaque en terre cuite représentant un couple faisant l'amour. Période paléo-babylonienne. Musée d'Israël.

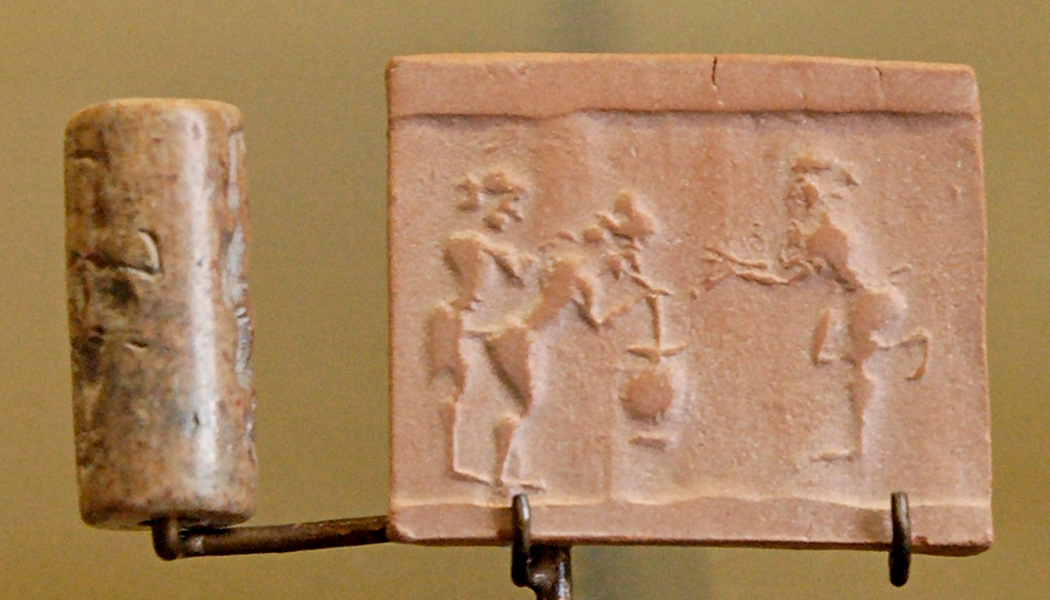
Sceau-cylindre représentant une scène érotique, avec son impression. Suse, période achéménide.

Les tabous sexuels concernent l’inceste entre personnes de même sang. La loi ne va pas plus loin que le deuxième ou le troisième degrés. Il est interdit d’avoir une liaison avec le conjoint d’un membre de sa famille tant que celui-ci est vivant, mais s’il meurt il n’y a aucun problème, et c’est même encouragé dans les groupes où on pratique le lévirat. L’inceste semble toutefois accepté chez certains peuples : dans le traité qu’il conclut avec le roi Haqquna de Hayasa et le roi hittite Suppiluliuma Ier, ce dernier stipule au premier, qui est son vassal, qu’il ne devra plus avoir de relation sexuelle avec un membre de sa propre famille, car cela est jugé immoral. A contrario, cela révèle l’horreur que ce type de comportement provoque chez les Hittites. Il est en revanche possible que l’inceste ait été pratiqué dans la famille royale élamite sous la dynastie Shutrukide (XIIIe – XIIe siècle).
La sexualité hors mariage peut se pratiquer dans le cadre de la prostitution.
On a retrouvé des tablettes mésopotamiennes portant des prières et rituels destinés à assurer l’épanouissement sexuel. Cela concerne une femme voulant satisfaire un homme (il n’est ici pas question de « mari » ni d’ « épouse »), un homme voulant satisfaire une femme, et un homme voulant satisfaire un autre homme. Des listes divinatoires relatives aux aléas de la vie quotidienne envisagent des cas de relations sexuelles diverses, originales (hors du domicile et dans des positions hétéroclites), alors que celles sur l’oniromancie évoquent des rêves sexuels. Bien que ces textes adoptent le plus souvent le point de vue de l’homme, le plaisir recherché est celui des deux sexes. On dispose également d'un texte décrivant un rituel hittite contre l’impuissance, qu’on tente de vaincre par un procédé d’incubation : l’homme doit dormir sur un autel, et une déesse vient s’unir à lui dans son rêve, pour le guérir.

## Homosexualité
Peu de sources ont été retrouvées dans la Mésopotamie ancienne faisant état de l’homosexualité. Ce qui en est connu a donc plutôt été déduit de différentes sources littéraires plutôt que judiciaires. La relation homosexuelle brille d’ailleurs par son absence dans les sources judiciaires. Seuls les viols et les relations incestueuses y sont mentionnés puis proscrits.
L’homosexualité dans les derniers millénaires avant l’ère chrétienne était toutefois bien différente de ce qu’elle peut être à l’époque contemporaine. Ce n’est pas un sentiment d’amour qui est décrit comme tel, mais bien la relation sexuelle elle-même. Le sentiment d’amour n’est pas le lien qui unit deux personnes ni dans leurs relations ni même dans le mariage. On retrouve ce sentiment amoureux dans la relation entre les dieux et dans la poésie. Ce qu’on souhaite c’est une entité légale où des enfants légitimes peuvent naître et grandir. L’homosexualité n’est pas perçue comme une vie conjugale ou amoureuse, le foyer étant réservé aux relations matrimoniales hétérosexuelles. Ce sont donc des relations hors du mariage dans lesquelles on pouvait vivre cette homosexualité, relations qui étaient toutefois bien acceptées, à tout le moins pour les hommes. Les femmes avaient plusieurs contraintes qui se sont par ailleurs resserrées avec le temps. 
Ces relations homosexuelles entre deux hommes sont représentées dans l’art. On retrouve de nombreuses représentations d’actes sexuels entre un homme et une femme ainsi que de nombreux autres dont l’identité sexuelle des gens représenté est ambiguë. Il est ainsi difficile de déterminer s’il s’agit d’un homme et d’une femme ou de deux hommes ensemble. Un homme qui est « passif » dans la relation sexuelle est alors représenté comme moins viril que son partenaire. Il n’a pas de barbe, il est plus efféminé mais n’a pas de poitrine féminine pour autant. 
Un oracle dit même qu’une homosexualité active avec un égal serait un présage pour un homme de devenir premier parmi ses pairs tandis que l’homosexualité passive ne rendrait pas le dernier. Cette dernière ne deviendrait problématique pour les contemporains que lorsqu’elle est répétée de trop nombreuses fois et qu’elle devient alors un obstacle aux relations sexuelles hétérosexuelles qui permettent de procréer. La libre sexualité trouve ses limites lorsque le devoir de procréer n’est plus rempli. C’est dans une société profondément patriarcale, ou le patrimoine familial reste dans la famille par les enfants mâles et ou la mortalité infantile est élevée que ce principe s’inscrit. De même, deux hommes qui ont des relations homosexuelles ensemble et qui échangent leur place régulièrement n’auront aucune conséquence négative en autant qu’ils ne se fréquentent pas trop souvent. Ces rencontres doivent être occasionnelles et, surtout, n’entraîner aucune manière féminine de la part des deux hommes.
Il existe également en Mésopotamie des prostitués des deux sexes pour répondre aux besoins de l’amour libre. Ainsi il n’est porté de préjudices à personne parce qu’il doit être partagé avec des gens qui sont libres des engagements du mariage. On décrit souvent leur travail comme empreint de religiosité. Ainsi, on retrouve de nombreux prostitués ou prostituées dans les temples et leur patron est la déesse Inanna, ou Ishtar, connue pour sa sexualité et sa passion. Le professionnel détient généralement le rôle passif tandis que celui qui utilise le service a le rôle actif. L’homme libre qui entretient de trop nombreuses relations homosexuelles au point d’empêcher le bon déroulement de leur rôle procréateur vit par ailleurs l’opprobre publique et se voit rapproché des prostitués par ses contemporains.
La taverne était également un lien ou les relations sexuelles pouvaient être partagées. On retrouve de nombreuses pièces d’argile représentant des couples pendant leurs ébats qui consomment de l’alcool. La sodomie est acceptée tant pour les femmes que pour les hommes. On retrouve également des scènes sexuelles dans des lieux plus particuliers comme sur les murs de la ville ou en plein air. Véronique Grandpierre décrit la sexualité de l’époque comme exempte de jugement moral, de réprobation, de péché, d’infamie, ou d’interdiction religieuse. On demande même aux dieux qu’ils usent de leurs pouvoirs pour favoriser les amours hétérosexuelles comme homosexuelles bien que celles-ci ne soient ni valorisées ni obligatoires.
L’homosexualité est également partie intégrante de la littérature mésopotamienne. Bien que cela soit sujet à débat chez les auteurs, on considère souvent l’épopée de Gilgamesh comme une représentation de relation amoureuse entre hommes. Gilgamesh est présenté au début du récit comme un tyran qui soumet son peuple à ses caprices et violences sexuelles. Il rencontre par la suite un être fait par les dieux à son image nommé Enkidu qui lui est amené par une prostituée qui l’a amené à la société en l’initiant aux plaisirs sexuels. Cet acte est donc vu comme civilisateur et ouvre la voie d’un comportement civilisé puisque Enkidu est un être sauvage vivant parmi les bêtes avant celui-ci. Gilgamesh attend cette rencontre et fait des rêves prémonitoires à connotations érotiques qui sont interprétés par sa mère. Cette dernière lui présente également Enkidu comme une personne qui prendra le rôle d’une épouse pour lui. Ils se découvrent comme des égaux. Cette relation particulière est au cœur même du récit. Les deux hommes sont complémentaires l’un de l’autre et ont besoin d’être ensemble. Enkidu n’existe que comme compagnon de Gilgamesh, c’est le sens de son existence. Gilgamesh, lui, a besoin de la force et du soutien d’Enkidu pour l’orienter et canaliser son énergie. Gilgamesh ne voit plus de raison de vivre après la mort de son ami, de son vis-à-vis. C’est ce dernier qui apprend à Gilgamesh à utiliser sa force et ses capacités de manière positive. Il fait partie de son apprentissage et se socialise au contact de son ami. Le thème de l’amour est présent tout au long du récit. Gilgamesh et Enkidu sont à la fois des amis, des amants et des frères. Le verbe « aimer » est présent régulièrement, tout comme des expressions comme « bien-aimé », « que j’aimais tant » aux côtés de « mon frère », « mon ami » et autres marques d’affection. Aux paroles s’ajoutent des contacts physiques. Ils s’enlacent, s’embrassent comme des frères, se tiennent la main, dorment côte à côte. Römer et Bonjour décrivent également la litanie funèbre de Gilgamesh comme étant imprégnée d’un langage sexuel et érotique comme un amant aurait pu le faire pour son épouse. 

## Sentiments
On dispose de textes littéraires montrant l’amour d’une femme pour un homme : un hymne royal à Shu-Sîn, roi d’Ur au Mariage sacré (voir plus bas), encore qu’on mette plus en avant la dimension érotique de la relation que le côté affectif, et surtout un texte de la période paléo-babylonienne (XVIIIe siècle), qui est une déclaration enflammée d’une femme craignant que son homme n’ait des vues sur une autre. Cas unique qui nous soit parvenu, ce dernier texte ne semble cependant pas avoir été le seul de son genre. 

## Différenciation sexuelle des activités

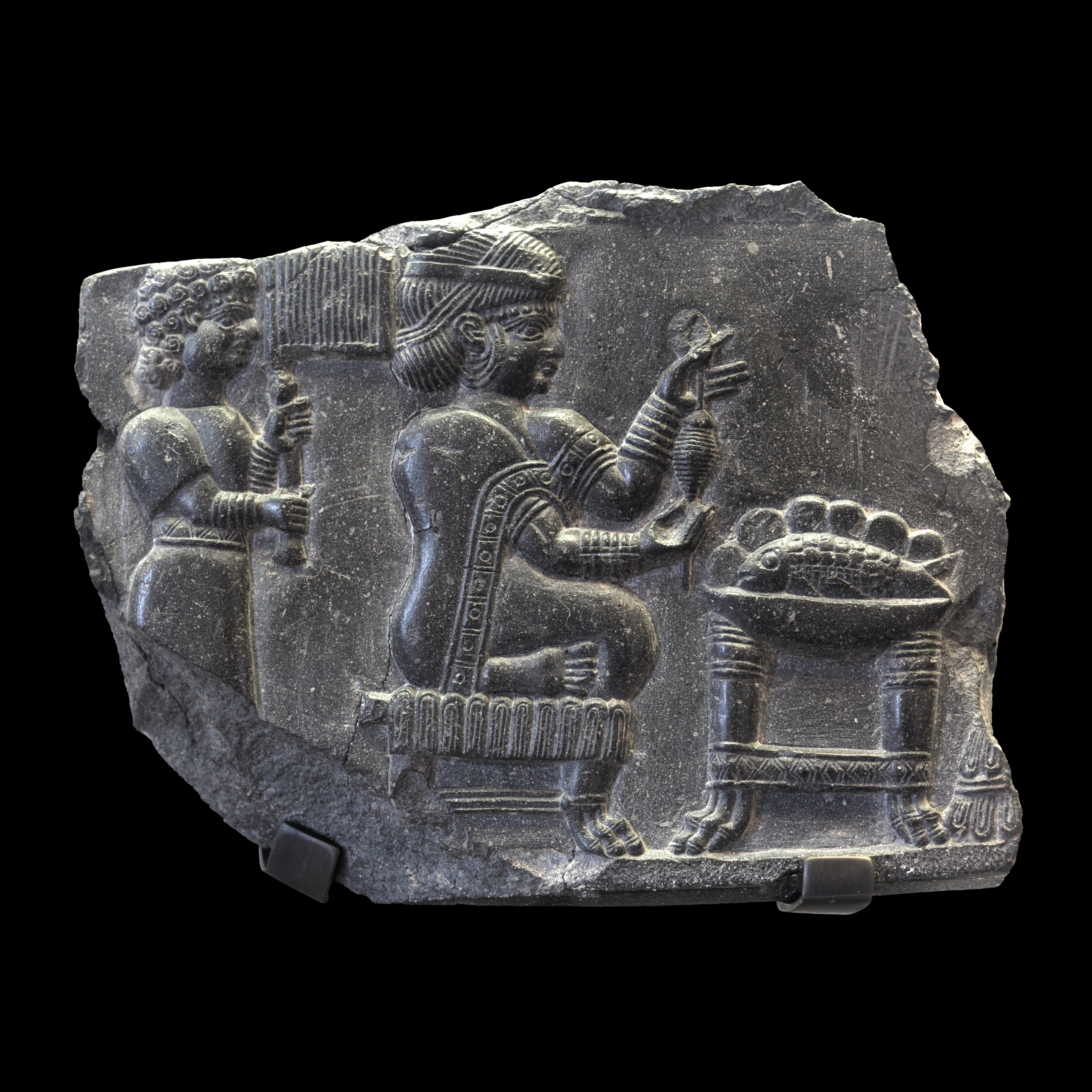
Stèle représentant une femme en train de filer, activité privilégiée des femmes du Proche-Orient ancien. Suse, VIIIe siècle

Les hommes accomplissaient avant tout à des activités extérieures à la maison (artisanat, guerre, commerce, etc.). Ce sont eux qui vont à la guerre. Les femmes se consacrent en priorité aux travaux domestiques, mais elles sont également impliquées dans l’économie de la maisonnée. Le monde agricole étant mal connu, on a du mal à identifier une division sexuelle des tâches en son sein, bien qu'il soit fort probable que tout le monde y ait participé. La documentation de la pratique nous montre néanmoins surtout un personnel agricole masculin, dans le cadre des grands organismes. Mais la minoterie, et sans doute d’autres activités de transformation de produits agricoles, sont l’affaire des femmes. L'activité textile était féminine, que ce soit dans le cadre de la maisonnée ou dans des fabriques de grande taille comme celles de la période d’Ur III, qui ont un aspect presque carcéral, les travailleuses y ayant très peu d’autonomie, peuvent être soumises à des corvées, et reçoivent des rations équivalent à la moitié de celles attribuées aux hommes. On y voit par ailleurs que les femmes semblent ne pas travailler pendant leurs menstruations.
La documentation économique est donc dans sa quasi-totalité produite par des hommes, qui monopolisent là aussi toutes les positions importantes. Mais les femmes des familles royales pouvaient avoir des responsabilités économiques importantes et gérer assez librement de grands domaines. On a aussi mis en avant l’importance que pouvaient avoir certaines femmes dans l’économie de Lagash à l’époque sumérienne, notamment dans la gestion du « Domaine de la Dame » (É.MÍ), dont s’occupent la reine (ou l’épouse du gouverneur local quand la région est incorporée dans un grand Empire) et ses suivantes. Les femmes de la dynastie d'Akkad pouvaient aussi mener leurs affaires assez librement, de même que les épouses principales et secondaires des rois néo-assyriens.
Mais il arrive aussi qu’il y ait des femmes du peuple secondent activement leurs maris dans leur métier, et nous apparaissent ainsi plus directement dans la documentation (encore que la pratique de l’écriture implique que l’on soit dans un milieu social assez élevé). C’est le cas des épouses des marchands d'Assur qui font du commerce en Anatolie aux XIXe – XVIIIe siècle av. J.-C., les femmes restant à Assur et y confectionnant les étoffes que leurs maris revendent à l'étranger.

## Rois et reines

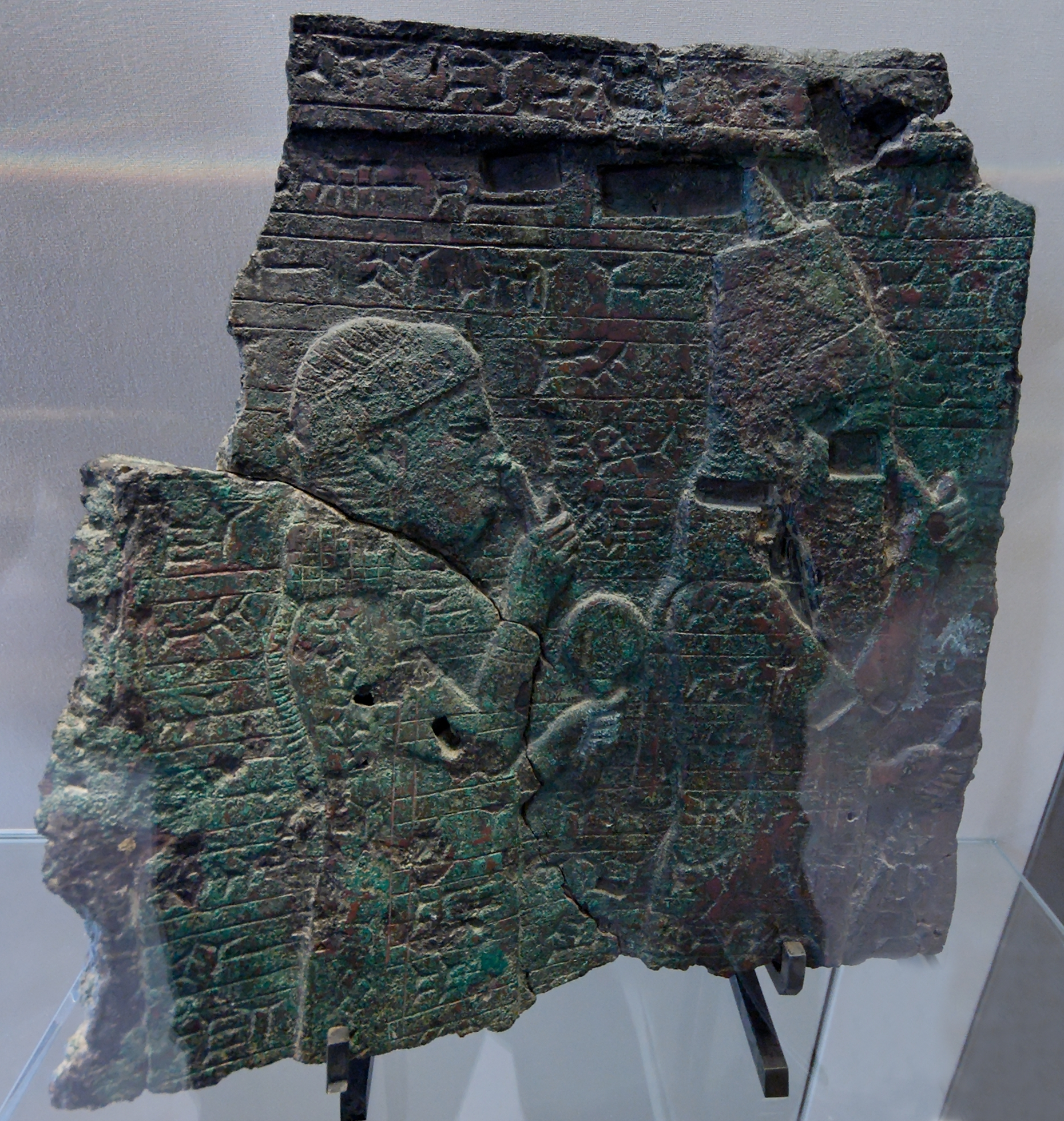
Plaque en bronze portant une représentation de la reine assyrienne Naqi'a/Zakutu, derrière son fils Assarhaddon.

Il y a toujours une épouse principale qui exerce une fonction prééminente, et donne naissance à l'héritier légitime. La reine-mère exerce aussi une fonction importante. Elles ont aussi à assumer une charge politique, qui peut être lourde. Rares sont cependant les reines ayant joué un rôle politique majeur, et dont l’autorité apparaît clairement dans nos sources : Puduhepa chez les Hittites, Sammuramat (Sémiramis) et Zakutu en Assyrie sont des cas exceptionnels.